# Подневна звона
Подневна звона су звона која се оглашавају у подне са свих хришћанских цркви у свету (осим у Америци) по наредби папе Калиста III, а у част хришћанске победе над Османским царством у опсади Београда 1456. године.
Током опсаде Београда која је почела 4. јула 1456. године и трајала наредне три недеље, угарски племић, Јанош Хуњади је одбранио град од напада османских снага султана Мехмеда II. Напад је кренуо 14. јула прво речном флотом са Дунава, али покушај освајања града са реке је био безуспешан. Напад је настављен 21. јула копном када је према историјским наводима 100.000 османских и осталих вазалних војника напало зидине Београдске тврђаве. У једном тренутку јањичари су успели да упадну у град, али су наишли на јаку одбрану и морали су да се повуку. Током опсаде, венецијански папа Калист III је наредио да сваког дана у подне звона, са сваке цркве, звоне као позив верницима да се моле за браниоце града. Међутим, у многим местима, вести о победи су стигле пре наредбе, тако да се црквена звоњава претворила у прославу победе. Папа никад није повукао ту наредбу, тако да и дан данас звона свих католичких цркви и даље звоне у подне, у част ове хришћанске победе.